# Epilepton clarkiae
Epilepton clarkiae är en musselart som först beskrevs av Clark 1852.  Epilepton clarkiae ingår i släktet Epilepton och familjen Neoleptonidae. Enligt den svenska rödlistan är arten otillräckligt studerad i Sverige. Arten förekommer i Götaland. Artens livsmiljö är havet. Inga underarter finns listade i Catalogue of Life.